# 콩가나땃쥐
콩가나땃쥐(Sylvisorex konganensis)는 땃쥐과에 속하는 포유류의 일종이다. 중앙아프리카공화국에서 발견된다. 자연 서식지는 아열대 또는 열대 습윤 저지대 숲이다.